# Рябоконь, Иван Алексеевич
Иван Алексеевич Рябоконь — советский хозяйственный и государственный деятель, лауреат Государственной премии СССР за выдающиеся достижения в труде.

## Биография
Родился в 1931 году. Член КПСС.
В 1947 году окончил фабрично-заводское училище.
В 1947—1991 гг. — токарь-расточник, бригадир комплексной бригады Одесского завода радиально-сверлильных станков Министерства станкостроительной и инструментальной промышленности СССР.
За выдающиеся достижения в труде на основе личных и бригадных встречных планов по ускоренному росту производительности труда, модернизации оборудования, повышения эффективности использования техники и других резервов производства был в составе коллектива удостоен Государственной премии СССР за выдающиеся достижения в труде 1977 года.
Делегат XXVII съезда КПСС.
Жил в Одессе.

## Награды
- Орден Октябрьской Революции